# Campeonato Mundial de Ciclismo en Ruta de 2006
El LXXIII Campeonato Mundial de Ciclismo en Ruta tuvo lugar en la ciudad de Salzburgo (Austria) entre el 19 y el 24 de septiembre de 2006, bajo la organización de la Unión Ciclista Internacional (UCI) y la Federación Ciclista de Austria (ÖRV). 
El campeonato constó de carreras en las especialidades de contrarreloj y de ruta, en las divisiones élite masculino, élite femenino y masculino sub-23; en total se otorgaron seis títulos de campeón.

## Calendario
| Día   | Hora*       | Evento                | Distancia |
| ----- | ----------- | --------------------- | --------- |
| 19.09 | 19:30-20:30 | ceremonia de apertura | --        |
| 20.09 | 12:00-14:00 | Contrarreloj F        | 26,12 km  |
| 20.09 | 14:00-16:45 | Contrarreloj M Sub-23 | 39,54 km  |
| 21.09 | 13:30-16:45 | Contrarreloj M        | 50,83 km  |
| 22.09 |             | Descanso              |           |
| 23.09 | 09:00-13:40 | Ruta M Sub-23         | 176,8 km  |
| 23.09 | 14:30-18:15 | Ruta F                | 132,6 km  |
| 24.09 | 10:30-17:30 | Ruta M                | 265,2 km  |

- (*) – Hora local de Austria (UTC+2, CEST)

## Resultados

### Masculino
- Contrarreloj

| Puesto | Ciclista           | País           | Tiempo     |
| ------ | ------------------ | -------------- | ---------- |
| Oro    | Fabian Cancellara  | Suiza          | 1:00:11,75 |
| Plata  | David Zabriskie    | Estados Unidos | 1:01:41,72 |
| Bronce | Alexandr Vinokurov | Kazajistán     | 1:02:01,47 |

- Ruta

| Puesto | Ciclista           | País     | Tiempo  |
| ------ | ------------------ | -------- | ------- |
| Oro    | Paolo Bettini      | Italia   | 6:15:36 |
| Plata  | Erik Zabel         | Alemania | 6:15:36 |
| Bronce | Alejandro Valverde | España   | 6:15:36 |

### Femenino
- Contrarreloj

| Puesto | Ciclista            | País           | Tiempo   |
| ------ | ------------------- | -------------- | -------- |
| Oro    | Kristin Armstrong   | Estados Unidos | 35:04,89 |
| Plata  | Karin Thürig        | Suiza          | 35:30,46 |
| Bronce | Christine Thornburn | Estados Unidos | 35:34,25 |

- Ruta

| Puesto | Ciclista      | País         | Tiempo  |
| ------ | ------------- | ------------ | ------- |
| Oro    | Marianne Vos  | Países Bajos | 3:20,26 |
| Plata  | Trixi Worrack | Alemania     | 3:20,26 |
| Bronce | Nicole Cooke  | Reino Unido  | 3:20,26 |

### Sub-23
- Contrarreloj

| Puesto | Ciclista        | País    | Tiempo   |
| ------ | --------------- | ------- | -------- |
| Oro    | Dominique Cornu | Bélgica | 49:28,42 |
| Plata  | Mijaíl Ignátiev | Rusia   | 50:05,52 |
| Bronce | Jérôme Coppel   | Francia | 50:13,08 |

- Ruta

| Puesto | Ciclista           | País     | Tiempo  |
| ------ | ------------------ | -------- | ------- |
| Oro    | Gerald Ciolek      | Alemania | 4:00:50 |
| Plata  | Romain Feillu      | Francia  | 4:00:50 |
| Bronce | Alexandr Jatuntsev | Rusia    | 4:00:50 |

## Medallero
| Núm. | País           | Oro | Plata | Bronce | Total |
| ---- | -------------- | --- | ----- | ------ | ----- |
| 1    | Alemania       | 1   | 2     | 0      | 3     |
| 2    | Estados Unidos | 1   | 1     | 1      | 3     |
| 3    | Suiza          | 1   | 1     | 0      | 2     |
| 4    | Bélgica        | 1   | 0     | 0      | 1     |
| 4    | Italia         | 1   | 0     | 0      | 1     |
| 4    | Países Bajos   | 1   | 0     | 0      | 1     |
| 7    | Francia        | 0   | 1     | 1      | 2     |
| 7    | Rusia          | 0   | 1     | 1      | 2     |
| 9    | España         | 0   | 0     | 1      | 1     |
| 9    | Kazajistán     | 0   | 0     | 1      | 1     |
| 9    | Reino Unido    | 0   | 0     | 1      | 1     |
|      | TOTAL          | 6   | 6     | 6      | 18    |